# Pavel Hurda
Pavel Hurda (* 14. března 1946 Praha) je český podnikatel a politik ODS, také označovaný jako "žižkovský kmotr". V letech 1998 až 2014 byl zastupitelem Městské části Praha 3, v letech 2002 až 2014 rovněž působil jako zastupitel Hlavního města Prahy, byl místopředsedou Výboru pro územní rozvoj a byl členem Výboru pro infrastrukturu. Pavel Hurda byl rovněž členem Výkonné rady ODS. Mimo jiné vlastní Palác Akropolis.

## Osobní život, vzdělání
Dětství prožil v Příbrami a na pražském Žižkově, po základní škole se vyučil instalatérem-topenářem, následně vystudoval Střední všeobecně vzdělávací školu, poté Střední průmyslovou školu stavební v Praze a nástavbu pozemní stavitelství. Posledních deset let před listopadovou revolucí pracoval z politických důvodů jako topič. Po revoluci začal podnikat a v roce 1990 založil svou první firmu, později vytvořil také další řadu obchodních společností (působící především v oblasti investic, obchodu s cennými papíry a obchodem jako takovým).
Jeho život je spjat s třetí městskou částí, zejména s pražským Žižkovem, kde se politicky, společensky a hlavně obchodně angažuje. V roce 1996 Hurda odkoupil od Městské části Prahy 3 za podezřele výhodných podmínek Palác Akropolis. Podporuje nízkoprahové sdružení BOX CLUB Žižkov – sdružení pro mimoškolní aktivity SPORT, které se věnuje sportovním aktivitám dětí a dospívajících a sponzoruje řadu dalších veřejných aktivit. Mimo oblast hlavního města pomáhá Nadačnímu fondu Malého Vítka, který založil. Tento projekt poskytuje pomoc mladým umělcům v Českém Krumlově a úzce spolupracuje se Střední uměleckoprůmyslovou školou sv. Anežky České v Českém Krumlově.
Pavel Hurda je v současné době podruhé ženatý a z předchozího manželství má syna Roberta.

## Působení v politice
Po revoluci 1989 navázal na své krátkodobé členství v Klubu angažovaných nestraníků (KAN) z roku 1968. Po ukončení činnosti v KAN vstoupil do Občanské demokratické strany (ODS), v níž téměř deset let, až do března roku 2013 zastával pozici předsedy oblastního sdružení pro Prahu 3. V roce 1998 byl zvolen zastupitelem Městské části Prahy 3. Několik let působil jako neuvolněný radní této městské části. Ve volbách 2002 úspěšně kandidoval do Zastupitelstva hlavního města Prahy a tento mandát ve volbách v letech 2006 a 2010 obhájil. Byl také místopředsedou Výboru pro územní rozvoj.
Jeho politická kariéra je spjata s některými spekulacemi a kauzami. Vyčítáno je mu převzetí Akropole. Další vlna kritiky je spjata s údajným napojením na developerské společnosti, které měly zájem na zastavění parku Parukářka nebo přestavbu Nákladového nádraží Žižkov. Ani jedno z podezření nebylo dodnes prokázáno.
Veřejný zájem vyvolal Pavel Hurda i svou dlouhodobou podporou proměny bývalého Nákladového nádraží Žižkov a jeho přetvoření na obytnou čtvrť. Tuto svou úvahu spojoval s plánem na budoucí revitalizaci celé Olšanské ulice a přilehlých lokalit s možným vybudováním přímého dopravního propojení městského centra s lokalitami jako Hostivař, Záběhlice nebo Horní Měcholupy. Dopravní špička do centra by se tak po vzoru Berlína či Londýna rozložila mezi několik nových páteřních dopravních uzlů na jednom místě (metro, bus, tramvaj, vlak).
Od roku 2003 Pavel Hurda působil ve společnosti Pražská plynárenská, nejprve byl v dozorčí radě společnosti, následující rok se stal členem a později předsedou představenstva. V roce 2012 se předsednictví vzdal a byl zvolen do dozorčí rady Pražské plynárenské, v rámci níž působil jako místopředseda. V době vrcholící hospodářské krize v letech 2010–2011 se mu dařilo, na rozdíl od jiných energetických firem, udržet vyrovnaný rozpočet, aniž by Pražská plynárenská musela skokově zdražovat.
Bývalý žižkovský radní byl na základě obvinění advokátky Hany Marvanové vyšetřován kvůli napojení na firmu Ortenaria, která je podezřelá z machinací s pozemky přilehlými k žižkovskému parku Parukářka. Podezření se však neprokázalo. Pavel Hurda je majitelem či spolumajitelem řady firem a také nemovitostí na Smíchově, v Lipencích u Prahy či v Českém Krumlově.

### Vybraná činnost ve správních radách a dozorčích orgánech
- Českokrumlovský nadační fond Malého Vítka – předsedou správní rady
- Nadační fond pro rozvoj území Městské části Prahy 3 – členem správní rady
- Nadační fond Spolek pro postavení pomníku Winstona Churchilla
- Dopravní podnik hl. m. Prahy, a.s.
- Pražská plynárenská, a.s.
- Centrum nezávislé kultury Palác Akropolis, a.s.